# Міський парк (м. Сміла)
Міський парк — парк-пам'ятка садово-паркового мистецтва місцевого значення. Об'єкт розташований на території Черкаського району Черкаської області, місто Сміла, лівий берег річки Тясмин.
Площа — 33,2 га, статус отриманий у 1972 році.

## Галерея

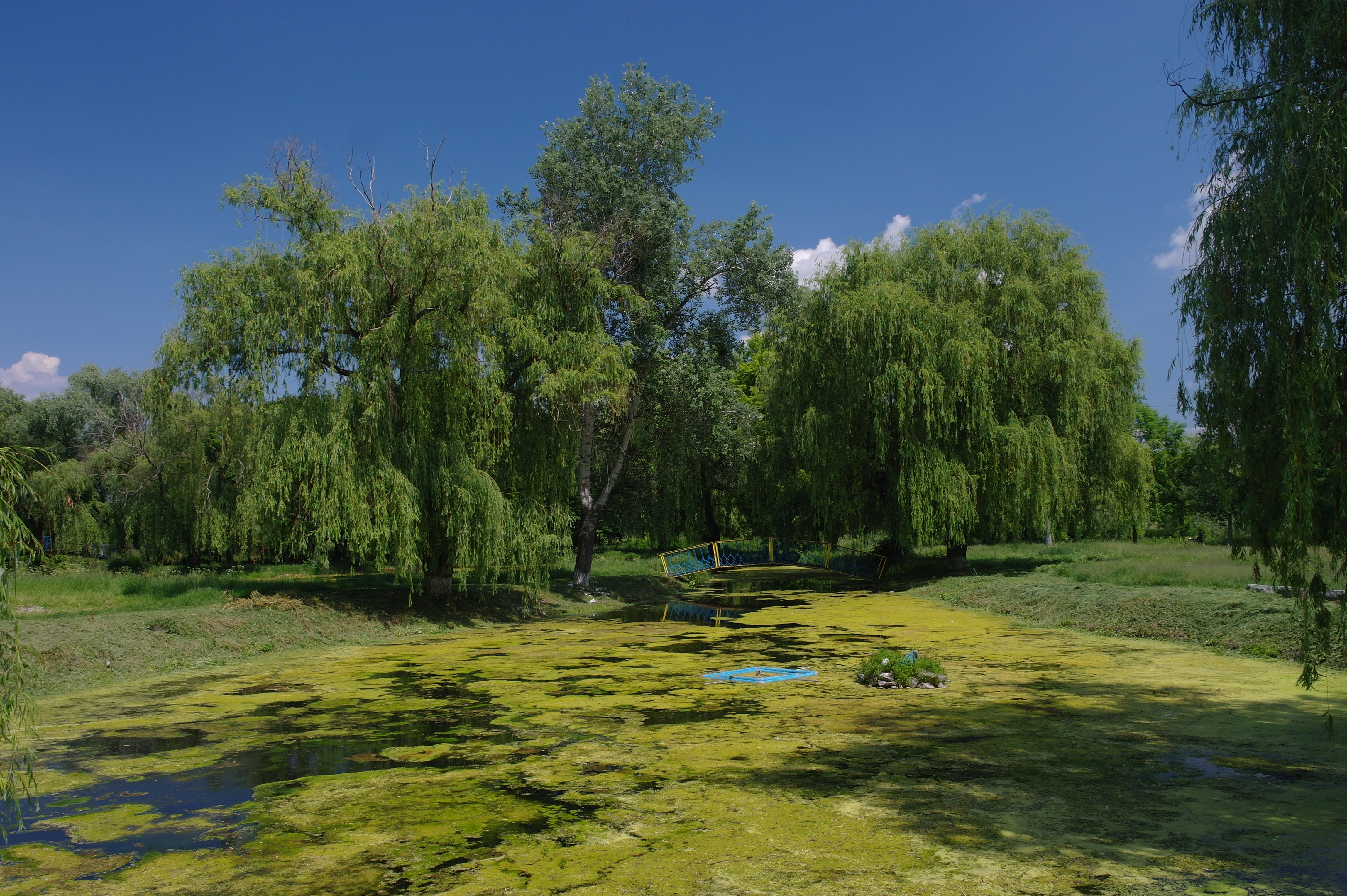
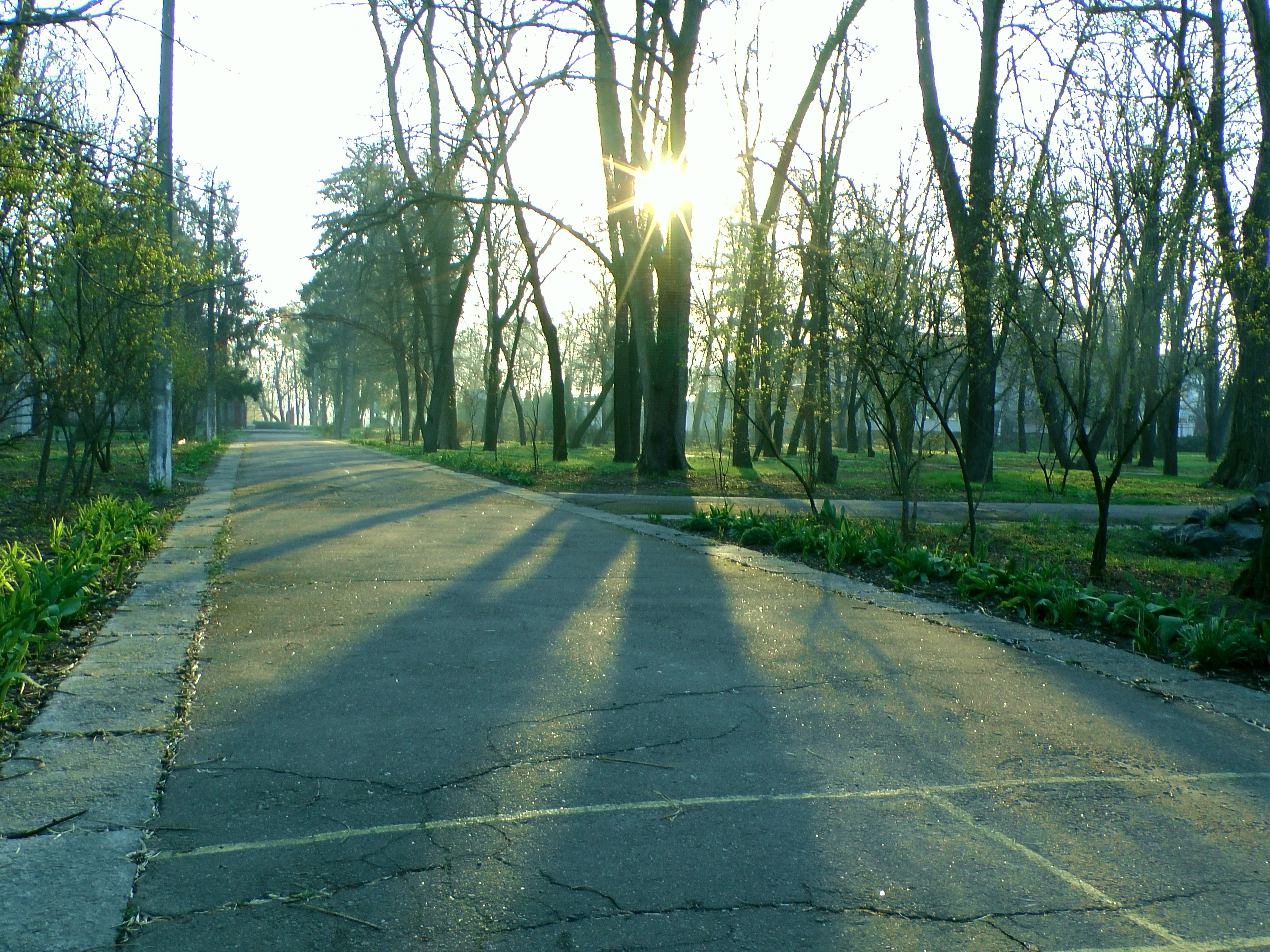
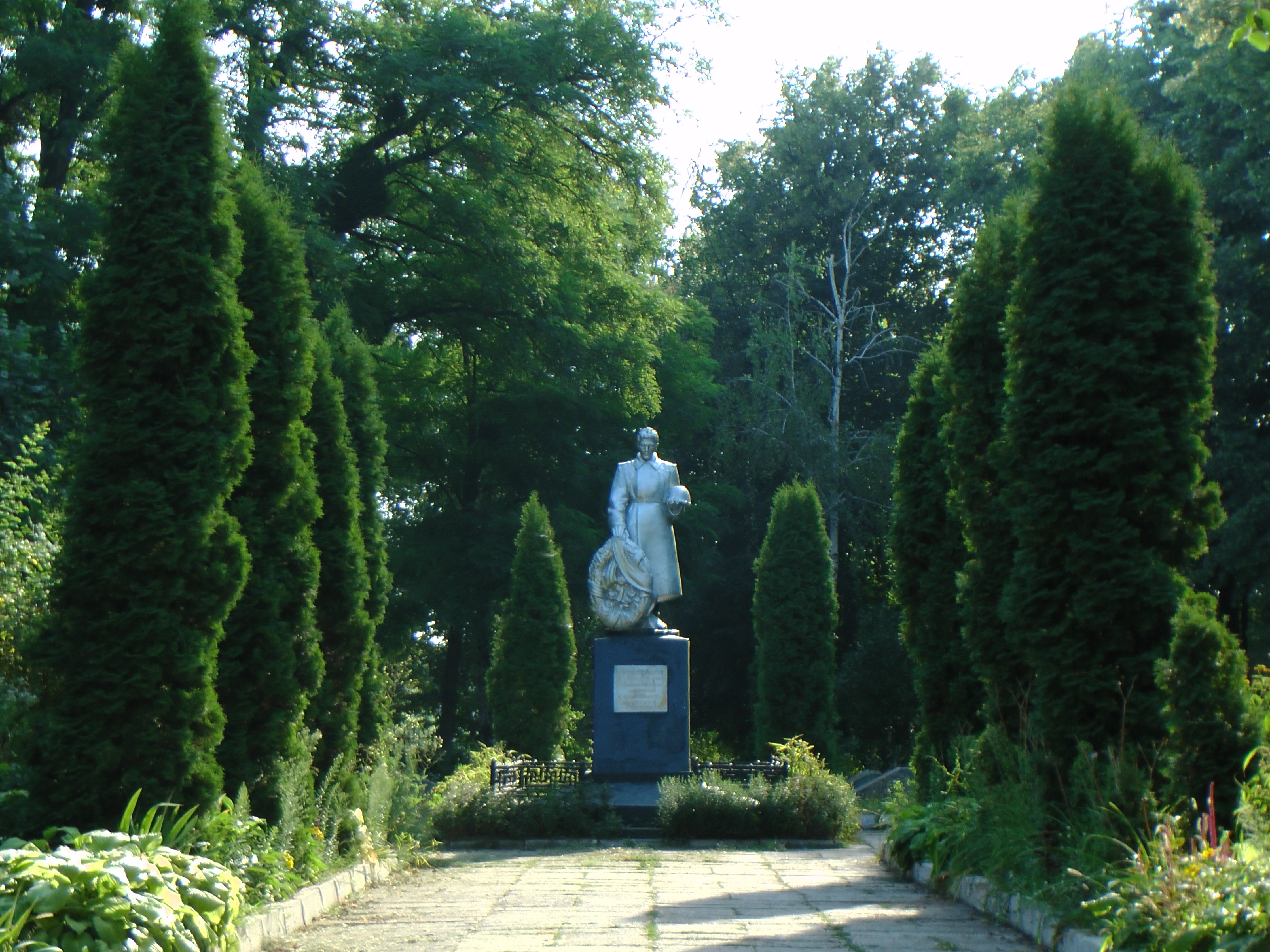
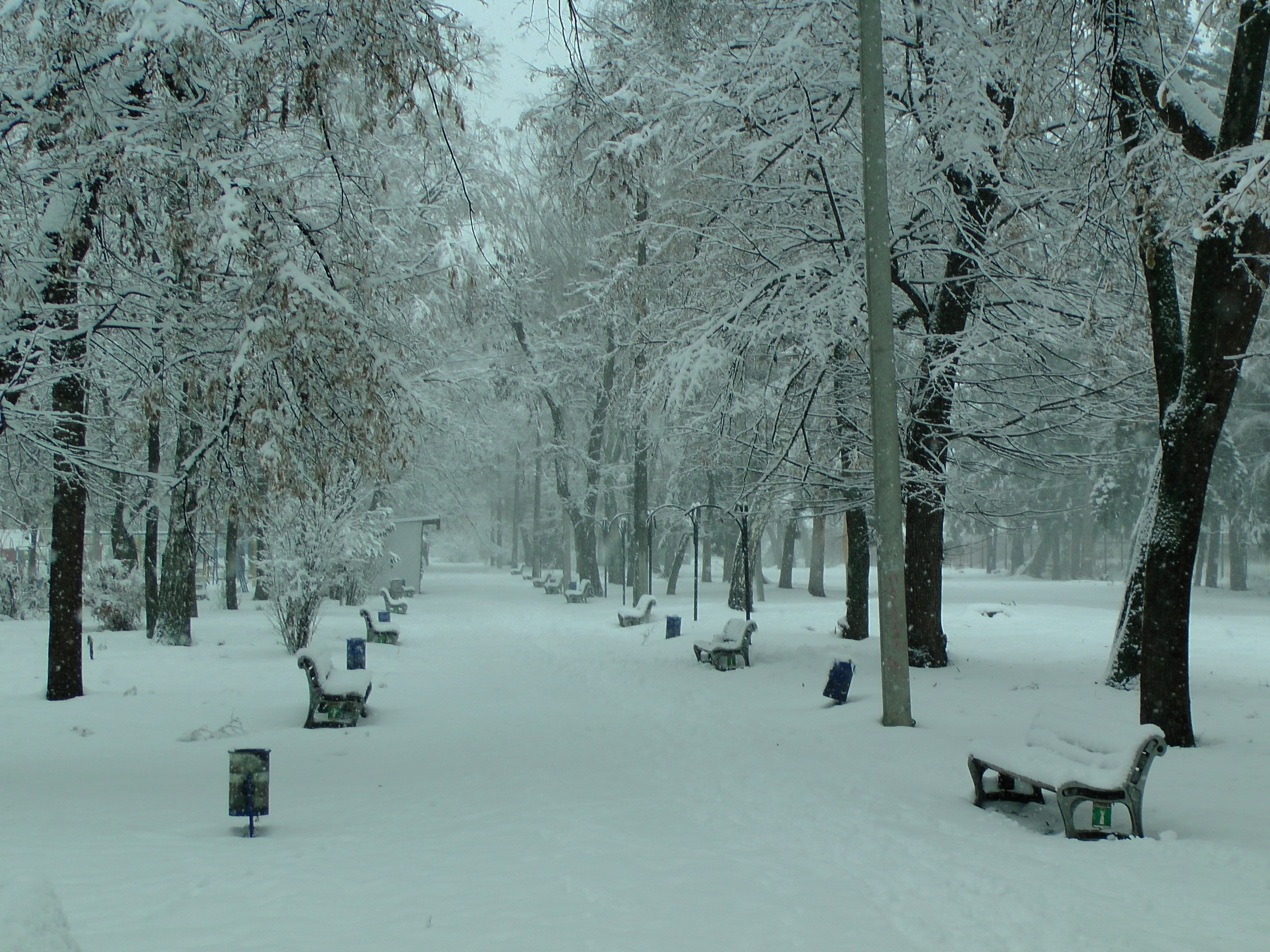